# Барон Брокет

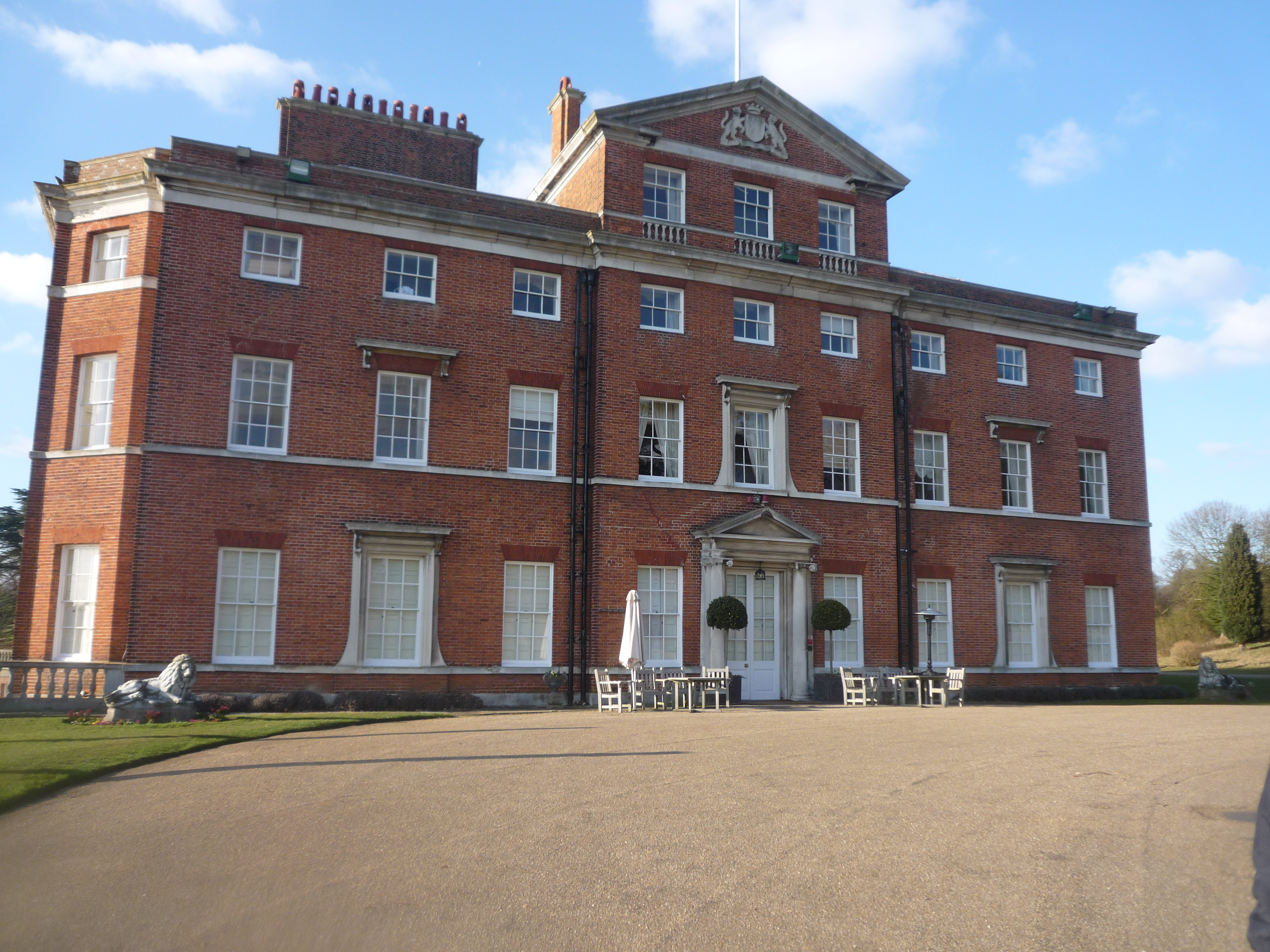
Брокет-Холл в графстве Хартфордшир

Барон Брокет из Брокет Холла в графстве Хартфордшир — наследственный титул в системе Пэрства Соединённого королевства. Он был создан 19 января 1933 года для британского бизнесмена, сэра Чарльза Нэлла-Кейна, 1-го баронета (1866—1934). Он был председателем пивоваренной фирмы «Robert Cain & Sons» (позднее — «Walker Cain Ltd»), которая была основана его отцом Робертом Кейном. 1 июля 1921 года для Чарльза Нэлла-Кейна был создан титул баронета из Брокет Холла. Его сын, Артур Рональд Нэлл Нэлл-Кейн, 2-й барон Брокет (1904—1967), представлял в Палате общин от консервативной партии Вейвертри (1931—1934). По состоянию на 2023 год носителем титула являлся внук последнего, Чарльз Рональд Джордж Нэлл-Кейн, 3-й барон Брокет (род. 1952), который сменил своего отца в 1967 году.
Семейная резиденция — Брокет-Холл в графстве Хартфордшир. Ранее семей принадлежал Брэмсхилл-Парк в графстве Гэмпшир.
Уильям Эрнест Кейн (1864—1924), старший брат 1-го барона Брокета. В 1920 году для него был создан титул баронета из Уоргрэва в графстве Беркшир. В 1969 году после смерти его сына, сэра Эрнеста Кейна, 2-го баронета (1891—1969), этот титул прервался.

## Бароны Брокет (1933)
- 1933—1934: Чарльз Александр Нэлл-Кейн, 1-й барон Брокет (29 мая 1866 — 21 ноября 1934), четвертый сын Роберта Кейна (1826—1907)[1];
- 1934—1967: Артур Рональд Нэлл Нэлл-Кейн, 2-й барон Брокет (4 августа 1904 — 24 марта 1967), единственный сын предыдущего[2];
  - Достопочтенный Рональд Чарльз Манус Нэлл-Кейн (15 августа 1928 — 15 марта 1961), старший сын предыдущего[3];
- 1967 — настоящее время: Чарльз Рональд Джордж Нэлл-Кейн, 3-й барон Брокет (род. 12 февраля 1952), старший сын достопочтенного Рональда Чарльза Мануса Нэлла-Кейна (1928—1961), старшего сына 2-го барона Брокета[4];
  - Наследник титула: Достопочтенный Александр Кристофер Чарльз Нэлл-Кейн (род. 30 сентября 1984), старший сын предыдущего[5].